# 中电科芜湖钻石飞机

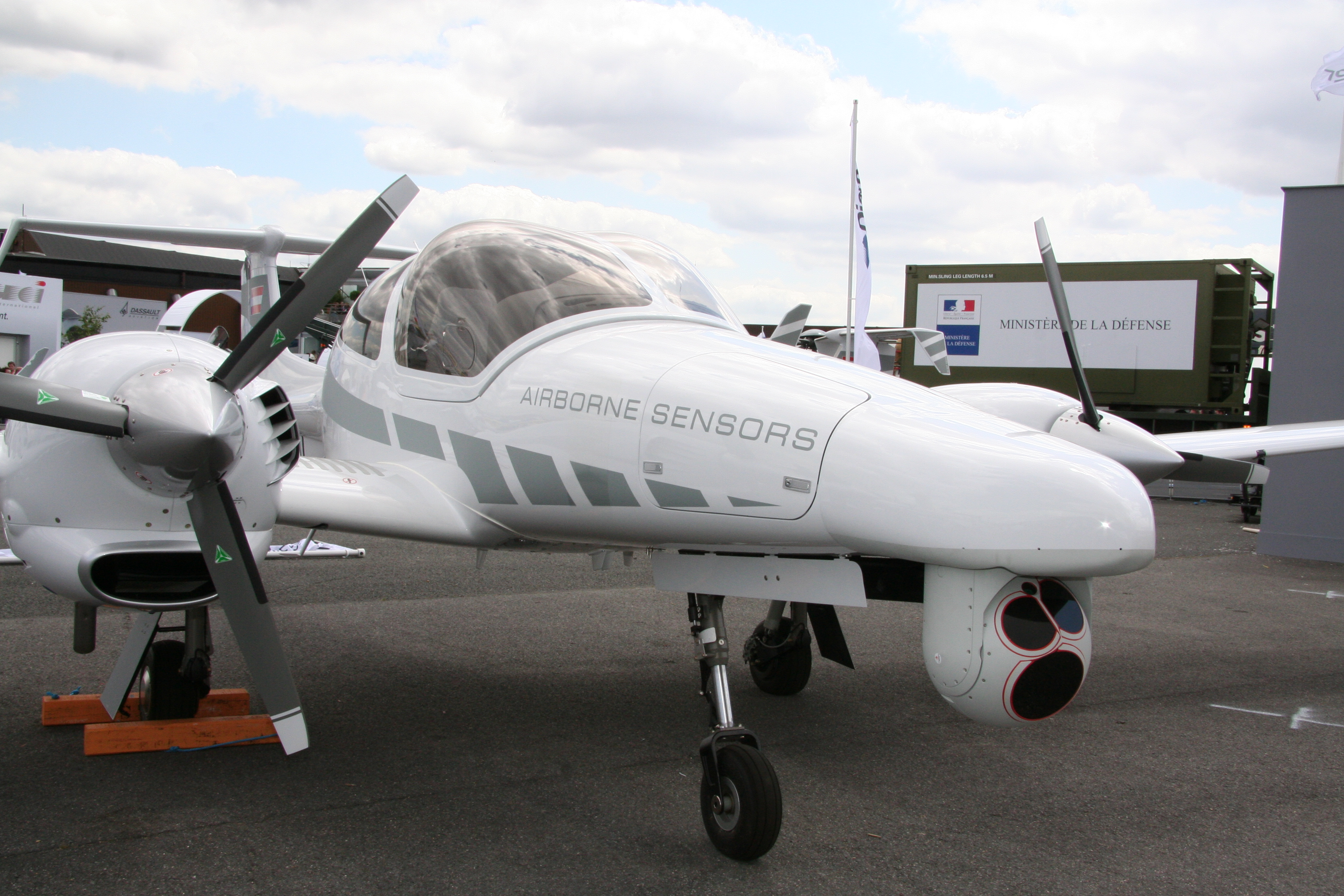
DA42-保衛者型

中电科芜湖钻石飞机制造有限公司由中国电子科技集团（CETC）、鑽石飛機工業集團和芜湖市府共同投资组建。
萬豐奥特控股收購奧地利的鑽石飛機工業集團後成為世界大三大的個人小型飛機製造商，之後成立籌組在芜湖市的航空工業園計畫，2016年国务院印发《关于促进通用航空发展指导意见》发布，預估到2020年，中国通用私人飞机的需求量将突破6000架居全球总量的12%。航空工業園加快興建，目前已經能國產DA20單發飛機和DA42雙發機，之後並推出了DA42基礎上的「保衛者」與「地理星」特種飛機的國產線，以及飞行员培训班。
2017年8月，中国民航华东地区管理局为公司颁发DA42飞机生产许可证，使公司成为国内首家以国外型号合格证为基础、进而取得中国生产许可证的飞机生产制造企业。
2018年5月，安徽省总工会、芜湖市总工会领导巡視訪問了中电科芜湖钻石飞机的的复材厂和总装厂。